# گروه کر نور امید
نور امید یک گروه کُر افغانستانی چهارصدایی آماتور است که در بهار سال ۱۳۹۴ به صورت مستقل بنیان نهاده شد. این گروه اولین گروه کُر پلی فونیک (SATB) در افغانستان می‌باشد. گروه‌هایی که پیش از این در افغانستان فعالیت داشتند، گروه‌های یک‌صداییِ «اونیسون» با یک خط ملودی و بدون همراهی آوازی بودند.
مؤسس و رهبر گروه جوانی ۲۲ ساله به نام امید نوری است؛ وی که بنیان‌گذار اُپرا در افغانستان و نخستین خوانندهٔ اُپرای افغانستان است، توانست با گرد هم آوردن عده‌ای از خانم‌ها و آقایان مهاجر ساکن در مشهد و دادن آموزش‌های پایه‌ای موسیقایی به آنان، این گروه را شکل دهد.
گروه کر نور امید در اولین تجربهٔ بین‌المللی خود توانست با موفقیت در نهمین دوره از مسابقات "بازی‌های جهانی کُر" که در ژوئیه ۲۰۱۶ در شهر سوچی روسیه برگزار شده بود شرکت کند و از سوی پروفسور دکتر رالف آیزنبایس مفتخر به لقب "معجزهٔ سوچی" گردد. در این مسابقات که پیشتر المپیک کر نام داشت، ۲۸۳ گروه کر از ۳۶ کشور جهان شرکت کرده و نور امید به عنوان اولین و تنها نمایندهٔ افغانستان در ردهٔ گروه کر مختلط به رقابت پرداخت.
ژانر کاری و تمرکز اصلی این گروه قطعات کلاسیک غربی بوده و هم‌اکنون با ۳۰ خواننده به فعالیت خود ادامه می‌دهد.